# St. Veit im Pongau
Pour les articles homonymes, voir Sankt Veit.
St. Veit im Pongau est une commune (Marktgemeinde) autrichienne du district de Sankt Johann im Pongau dans l'État de Salzbourg.

## Géographie

Vue sur la vallée de la Salzach.

La communauté est située à 50 kilomètres au sud de Salzbourg. La rivière Salzach coule d'ouest en est jusqu'à St. Veit; là, il tourne autour d'un coude et traverse le bassin de Bischofshofen et St. Johann du sud au nord. Au nord se trouve le Hochglocker (1 590 m) des montagnes de Dienten (Alpes ardoises de Salzbourg), au sud se trouve le Höllwand (2 287 m) du groupe Ankogel (Hohe Tauern).
La majorité de la communauté se trouve sur un haut plateau. Les vents froids du nord sont considérablement affaiblis par l'élévation du Hochkönig du côté nord; l'air froid en hiver peut s'écouler du plateau dans la vallée de la Salzach. Les vents chauds du sud peuvent tirer sur les vallées de Gastein et de Grossarl - les deux vallées vont du sud au nord - jusqu'à St. Veit. Du fait de sa situation sur un plateau de la vallée de la Salzach, St. Veit est l'un des endroits particulièrement ensoleillés (au solstice d'hiver le 21 décembre, près de sept heures de soleil en centre-ville). C'est pourquoi la zone s'appelle « la terrasse ensoleillée de Salzbourg ».
Le centre de la commune, autour de l'église paroissiale de Saint-Vite, se trouve à quatre kilomètres au sud-ouest de St. Johann im Pongau, sur le versant septentrional de la vallée. Sa voisine Schwarzach im Pongau se situe en dessous sur la rive de la Salzach.

## Histoire
La région autour de St. Veit était déjà peuplée à l’âge du bronze, lorsqu'il y existait une exploitation minière du minerai de cuivre. Pendant l’âge du fer, vers 450 à 15 av. J.-C., des peuples celtes ont colonisé la vallée. Plus tard, des voies romaines sont parties d'ici franchissant des cols pour traverser les Alpes orientales centrales.
La première mention écrite de la paroisse (parrochia sancti Viti), dans les actes de l'archidiocèse de Salzbourg, date de 1074. Saint Vite est le saint patron de la communauté. Des siècles durant, elle faisait partie de la principauté épiscopale de Salzbourg. En 1425, St. Veit reçoit officiellement le droit de tenir marché.
Jusqu'à la Contre-Réforme au XVIIIe siècle, la région fut un centre du protestantisme dans les pays archiépiscopals. La municipalités de St. Veit et de Schwarzach se sont séparées en 1906.

## Économie
En 1912/1913, le sanatorium pulmonaire Grafenhof a été fondé, aujourd'hui l'hôpital St. Veit. Cet institut a été créé par l'Association populaire de lutte contre la tuberculose dans le Land de Salzbourg. En juin 2018, le centre de réadaptation pour enfants et jeunes Leuwaldhof a été créé en tant que premier centre de réadaptation pour enfants en Autriche.
Plusieurs entreprises sont situées dans le centre-ville et dans le quartier Grafenhof.

## Culture et curiosités
- Église paroissiale Saint-Vite
- Musée Seelacken; Musée d'histoire locale; Ferme classée Wallnergut avec Seelackenmühle
- La mine Sunnpau
- En 1985, l'Ordre des Sœurs de Bethléem a fondé le monastère Maria im Paradies sur le Kinderalm, un endroit sur une montagne voisine.
- De 1949 à 1951, l'écrivain Thomas Bernhard a été hospitalisé à l'hôpital St. Veit. Entre autres choses, Bernhard a écrit le livre «Die Kälte. Un isolement »sur sa maladie (tuberculose pulmonaire) et son séjour ici. Aujourd'hui, en mémoire de l'écrivain, il existe un sentier de randonnée portant son nom qui commence près de la clinique publique.
- St. Veit im Pongau est également l'un des décors du roman "Schonzeit" de l'écrivain autrichien O. P. Zier. Le personnage masculin principal du roman, Rupert, un déserteur de la Seconde Guerre mondiale, finit par se cacher dans une ferme à St. Veit im Pongau.
- La traditionnelle fête de la neige a également lieu à St. Veit chaque année fin février ou début mars.

## Personnalités liées à la commune
- Balthasar Linsinger (1902-1986), prêtre, « juste parmi les nations ».